# Horornis annae
Horornis annae é uma espécie de ave da família Cettiidae.
Apenas pode ser encontrada em Palau.